# Paris-Roubaix de 1902
A 7.ª edição da corrida ciclista Paris-Roubaix teve lugar a 30 de março de 1902 e foi vencida pela segunda vez consecutiva pelo francês Lucien Lesna. A prova contou com 268 quilómetros. Tomaram a saída 50 corredores.

## Classificação final
| Posição | Ciclista          | Equipa | Tempo      |
| ------- | ----------------- | ------ | ---------- |
| 1       | Lucien Lesna      | -      | 9h32'29"   |
| 2       | Édouard Wattelier | -      | a 7'31"    |
| 3       | Ambroise Garin    | -      | a 11'12"   |
| 4       | Claude Chapperon  | -      | a 20'59"   |
| 5       | Oscar Lepoutre    | -      | a 28'21"   |
| 6       | Jean Fischer      | -      | a 28'57"   |
| 7       | Philippe Leroux   | -      | a 33'07"   |
| 8       | Émile Paigie      | -      | a 38'31"   |
| 9       | Georges Pasquier  | -      | a 47'43"   |
| 10      | B. Barbe          | -      | a 1h04'31" |